# Nick van der Velden
Nick van der Velden (sinh ngày 16 tháng 12 năm 1981) là một cầu thủ bóng đá người Hà Lan hiện tại thi đấu cho câu lạc bộ Indonesia Bali United ở Liga 1. Trước đây anh thi đấu cho FC Dordrecht, RKC Waalwijk, AZ Alkmaar, NEC, FC Groningen, Willem II và Dundee United. Tại AZ anh giành chức vô địch Eredivisie 2008-09.

## Sự nghiệp

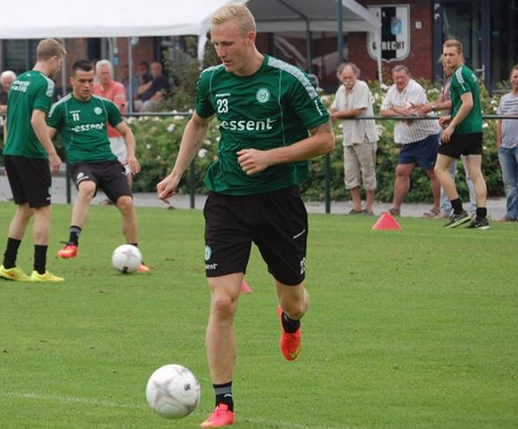
Van der Velden thi đấu cho FC Groningen năm 2014

Anh được giải phóng từ Dundee United vào tháng 4 năm 2017, cho phép anh gia nhập câu lạc bộ Indonesia Bali United.

## Danh hiệu

### Danh hiệu câu lạc bộ
AZ
- Eredivisie: 2008–09
- Johan Cruyff Shield: 2009

FC Groningen
- KNVB Cup: 2014–15

Dundee United
- Scottish Challenge Cup: 2016-17